# Dancy (Eure-et-Loir)
Dancy ist eine französische Gemeinde mit 204 Einwohnern (Stand 1. Januar 2022) im Département Eure-et-Loir in der Region Centre-Val de Loire; sie gehört zum Arrondissement Châteaudun und zum Kanton Châteaudun.

## Geografie
Die Gemeinde liegt etwa 25 Kilometer südlich von Chartres.

## Bevölkerungsentwicklung
| Jahr      | 1962 | 1968 | 1975 | 1982 | 1990 | 1999 | 2008 | 2012 |
| Einwohner | 256  | 216  | 215  | 206  | 189  | 178  | 190  | 237  |

## Sehenswürdigkeiten
- Die Kirche
- Der Wasserturm